# René Houseman
René Orlando Houseman, genannt El Loco (der Verrückte), (* 19. Juli 1953 in La Banda; † 22. März 2018 in Buenos Aires) war ein argentinischer Fußballspieler.

## Karriere
Er begann seine Karriere bei Defensores de Belgrano. Später spielte er bei Club Atlético Huracán, River Plate, Colo-Colo (in Chile), AmaZulu Durban (in Südafrika), CA Independiente und Excursionistas.
Als Nationalspieler Argentiniens nahm Houseman an der Fußball-Weltmeisterschaft 1974 in Deutschland teil, bei der er in allen sechs Begegnungen des argentinischen Teams eingesetzt wurde und drei Tore erzielte. Sein größter Erfolg war der Gewinn der Weltmeisterschaft 1978 im eigenen Land, bei der er ein Tor schoss. Insgesamt bestritt er 53 Länderspiele und erzielte dabei 13 Tore.
René Houseman starb am 22. März 2018 an den Folgen einer Krebserkrankung.